# Arctostaphylos viscida
Espèce
Classification phylogénétique
Arctostaphylos viscida est une espèce de plantes à fleurs du genre Arctostaphylos et de la famille des éricacées.

## Utilisations
Les Miwoks utilisaient ses fruits pour réaliser une boisson.